# 科特斯 (內華達州)
科特斯（英語：Cortez）是位於美國內華達州蘭德縣的鬼鎮。

## 歷史
科特斯的郵局於1892年設立，1915年關閉後又於1923年重啟，最終於1943年停運。

## 地理
科特斯所處的海拔為高於海平面1869米（即6132英呎），而該地所採用的時區為UTC-8，即太平洋时区（PST）。同時該地設有夏令時間，為UTC-8調快一小時，即UTC-7（PDT）。